# Rothenthurm
Rothenthurm je obec ve švýcarském kantonu Schwyz. Žije zde přibližně 2 400 obyvatel.

## Geografie
Rothenthurm se nachází ve vysoko položeném údolí řeky Biber. Leží na úpatí Alp na dopravní ose Schwyz–Pfäffikon. Rozvodí je u Bibereggu, na jihu se Steiner Aa vlévá do jezera Lauerzersee u Steinenu a na severu do Schorenbachu a Biber. Často se zde vyskytují přízemní mlhy, nazývané Bibäränäbel nebo Näfel. Během posledních dvou dob ledových pokrýval Rothenthurm téměř celý ledovec Muotagletscher/Reussgletscher, který měl dvě větve sahající až do Unterägeri a Äussere Altmatt. Zde se spojily ledovcové jazyky Reuss a Linth/Rheingletscher; mezi Biberstegem a Seuchenkreuzem severně od Äussere Altmatt je dosud napříč údolím zřetelně rozeznatelná moréna.
V Biberbruggu se Biber vlévá do řeky Alp směrem k Sihltalu.
Rozloha obce je 2282 ha, z toho 864 ha tvoří lesy a 1340 ha louky a pastviny. Železniční stanice se nachází v nadmořské výšce 923 m. 

## Historie

Rothenthurm v roce 1923

Věž Letziturm, postavená v roce 1323, dala místu název Rothenthurm. Poprvé je v listinách zmiňován v roce 1487 ve slovních spojeních bey dem rothen thurn gelegen nebo 1553 endertt dem thuren gelegen. Dnes je obec běžně známá jako Turä nebo im Turä obä.
Jako první osadníci v Rothenthurmu jsou v roce 1300 uváděni bratři Ulminerové a rodina Wernera Imfelda. Po vybudování Letzi se na švýcarské straně okamžitě vytvořila malá osada. Kolem roku 1655 se uvádí počet obyvatel Rothenthurmu 140 duší. V té době v obci převládaly rodiny Stadler a Gasser.
Kolem roku 1600 musela být v Rothenthurmu již kaple (sv. Antonína). První kostel pochází z roku 1700. Současný farní kostel v pozdně historizujícím slohu byl postaven v letech 1873-86 a restaurován v letech 1993–1994. Dalším církevním centrem byla loretánská kaple (1679) ve vsi Biberegg. Rodina Redingů vlastní nadační práva dosud. V boji mezi kantony středního Švýcarska (Uri, Schwyz, Zug a Nidwalden) proti reorganizaci Helvétské republiky prosazované Francií se 2. května 1798 odehrála bitva u Rothenthurmu. Poté, co rychtář Alois Josef Fridolin Reding von Biberegg porazil Francouze u Schindellegi, ustoupil na Rothenthurmskou pláň a posílen druhým švýcarským praporem a domobranou, které povzbuzoval kapucín Paul Styger, čekal na početně mnohem silnější Francouze pod vedením generála Freyssineta. Schwyzští tak mohli na Altmattu odrazit invazi Francouzů, kteří byli početně mnohem silnější. I přes toto vítězství nakonec obyvatelé Schwyzu přijali novou helvétskou ústavu.

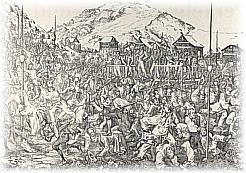
Potyčka v Rothenthurmu (1838)

V letech 1833 až 1847 se první květnovou neděli scházely obce kantonu Schwyz na Landsgemeinde na Altmattu. Místo za hostincem Schäfli se dosud nazývá Landsgemeindeplatz. Dne 6. května 1838 se na Landsgemeinde (tzv. Prügellandsgemeinde) konal takzvaný Horen- und Klauenstreit. Během volby pokladníků se Landsgemeinde, které se zúčastnilo asi 10 000 lidí ze všech okresů Schwyzu, zvrhla v divokou rvačku. Nespokojeni byli zejména drobní zemědělci a řemeslníci, kteří vlastnili drobný dobytek (Klauenmänner), a bojovali za větší spravedlnost pro majitele velkého dobytka (Hornmänner).
V roce 1891 byla obec napojena na železniční síť Schweizerische Südostbahn na trati Pfäffikon–Goldau. V roce 1987 bylo přijetím tzv. Rothenthurmské iniciativy zabráněno výstavbě vojenského areálu na vřesovišti, které je od té doby chráněno.

## Obyvatelstvo
| Vývoj počtu obyvatel | Vývoj počtu obyvatel | Vývoj počtu obyvatel | Vývoj počtu obyvatel | Vývoj počtu obyvatel | Vývoj počtu obyvatel | Vývoj počtu obyvatel | Vývoj počtu obyvatel | Vývoj počtu obyvatel | Vývoj počtu obyvatel | Vývoj počtu obyvatel |
| -------------------- | -------------------- | -------------------- | -------------------- | -------------------- | -------------------- | -------------------- | -------------------- | -------------------- | -------------------- | -------------------- |
| Rok                  | 1850                 | 1900                 | 1950                 | 1960                 | 1970                 | 1980                 | 1990                 | 2000                 | 2005                 |                      |
| Počet obyvatel       | 925                  | 964                  | 970                  | 1159                 | 1282                 | 1345                 | 1664                 | 2063                 | 2017                 |                      |

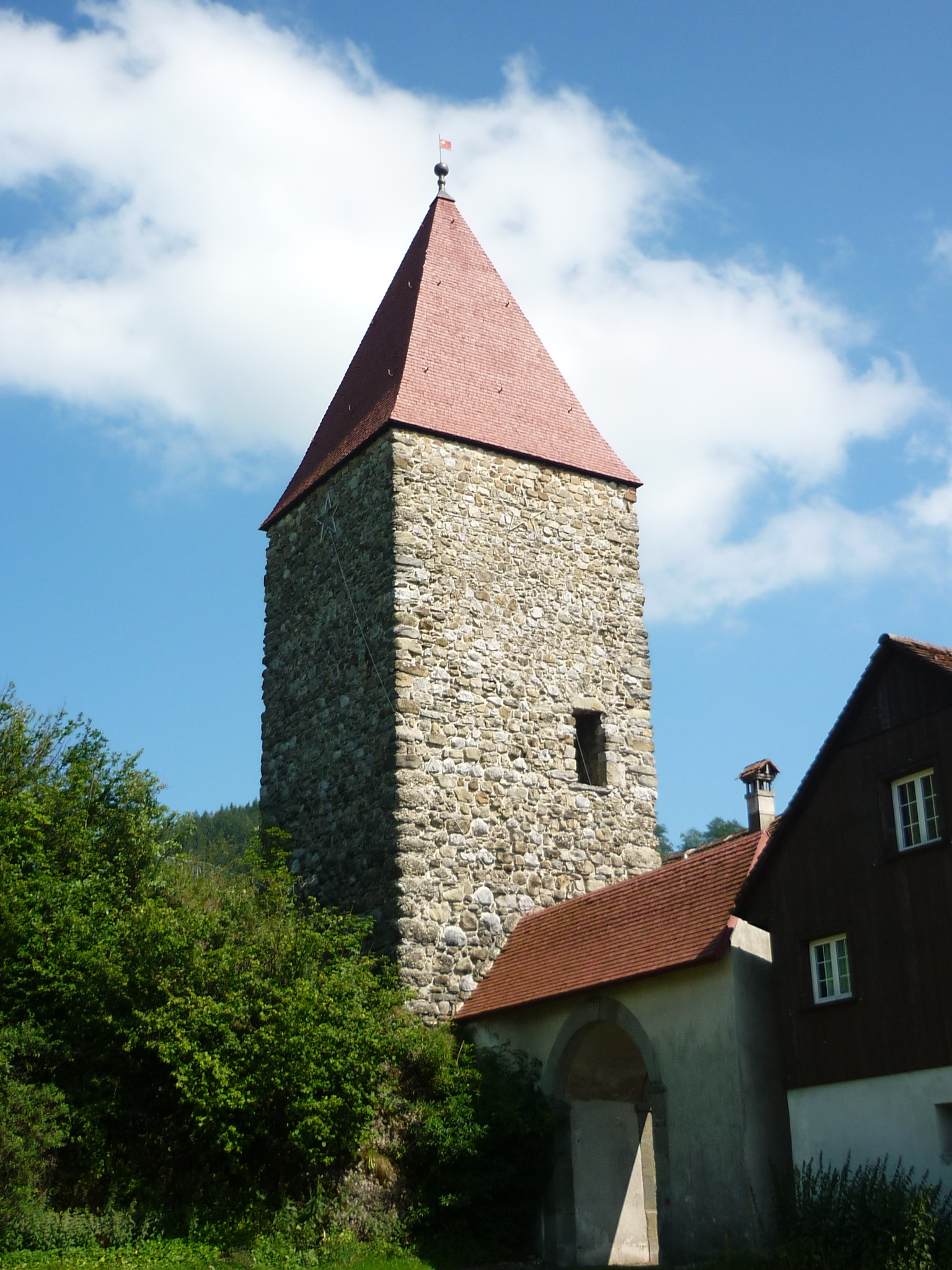
Věž Roter Turm

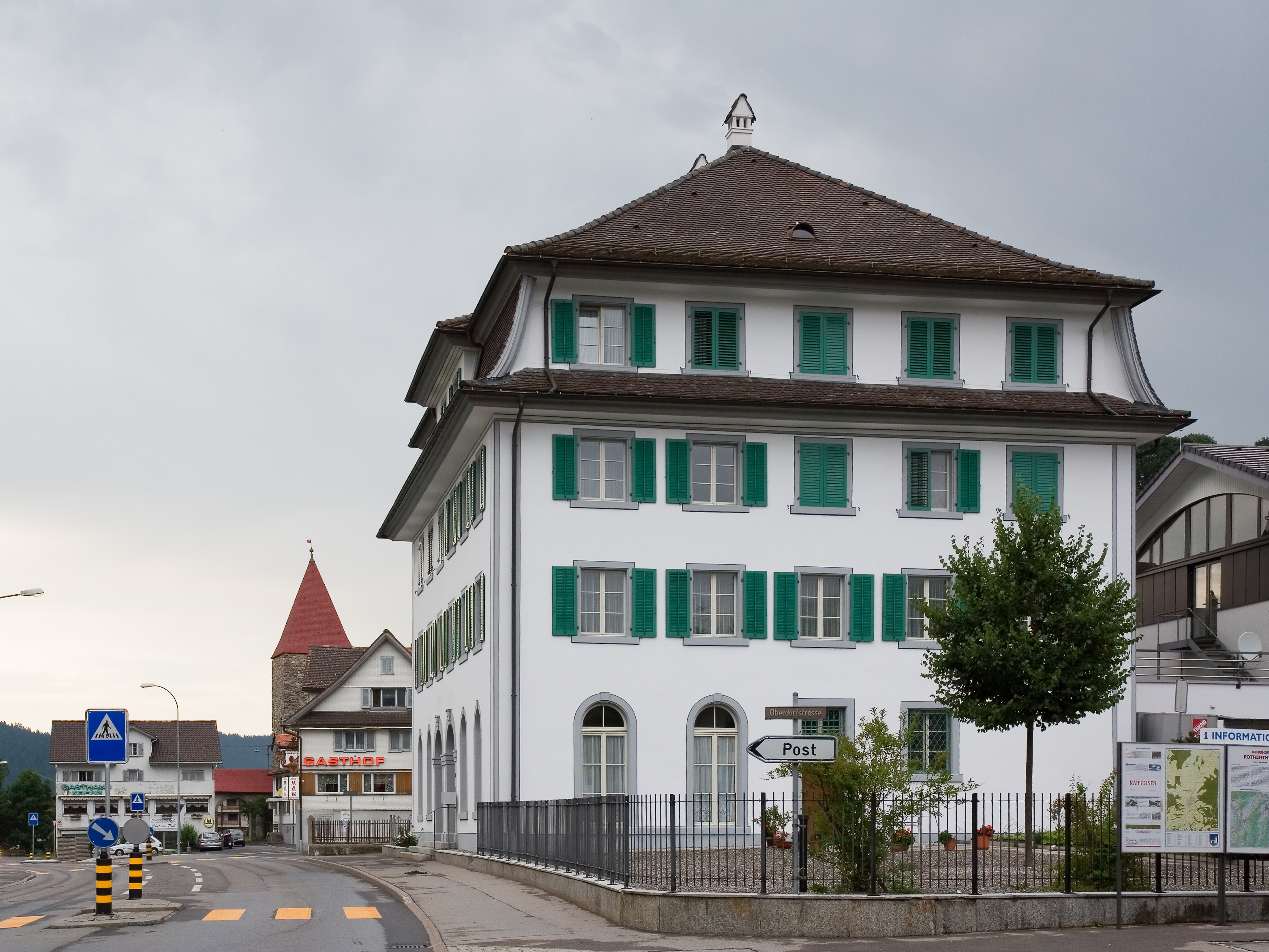
Fara

Většina obyvatel (k roku 2000) hovoří německy (89,8 %), druhou nejčastější řečí je srbochorvatština (2,6 %) a třetí albánština (2,5 %).
V roce 2017 měl Rothenthurm 2371 obyvatel a podíl cizinců činil 15 %. Většina obyvatel (1800 osob, tj. 76 %) se hlásila k římskokatolické církvi.

## Hospodářství
Až do druhé světové války se obyvatelé Rothenthurmu živili především zemědělstvím a dřevařským průmyslem a těžbou rašeliny a ledu, poté se však vyvinul v průmyslovou obec. V osadách Altmatt a v oblasti Biberegg stále převažuje zemědělství. V 80. letech 20. století zažil rozmach nábytkářský průmysl, výroba oken a zpracování textilu. Obec je výletním cílem běžkařů a lyžařů.

## Doprava
Železniční stanice Rothenthurm se nachází na trati Biberbrugg – Arth-Goldau. Do obce jezdí také poštovní autobusy.